# Ulrich Noethen
Ulrich Noethen (Monaco di Baviera, 18 novembre 1959) è un attore tedesco.

## Filmografia parziale

### Cinema
- Gripsholm, regia di Xavier Koller (2000)
- Bibi e il segreto della polvere magica (Bibi Blocksberg und das Geheimnis der blauen Eulen), regia di Franziska Buch (2002)
- Bibi, piccola strega 2 (Bibi Blocksberg und das ), regia di Franziska Buch (2004)
- La caduta - Gli ultimi giorni di Hitler (Der Untergang), regia di Oliver Hirschbiegel (2004)
- Mein Führer - La veramente vera verità su Adolf Hitler (Mein Führer – Die wirklich wahrste Wahrheit über Adolf Hitler), regia di Dani Levy (2007)
- Oh Boy - Un caffè a Berlino (Oh Boy), regia di Jan Ole Gerster (2012)
- Hannah Arendt, regia di Margarethe von Trotta (2012)

### Televisione
- Hindenburg - L'ultimo volo (Hindenburg), regia di Philipp Kadelbach – film TV (2011)
- Deutschland 83 – miniserie TV (2015)
- Charité – serie TV, 6 episodi (2019)

## Doppiatori italiani
Nelle versioni in italiano delle opere in cui ha recitato, Ulrich Noethen è stato doppiato da:
- Gianni Bersanetti in Bibi, piccola strega 2
- Gaetano Varcasia in La caduta - Gli ultimi giorni di Hitler
- Stefano De Sando in Mein Führer - La veramente vera verità su Adolf Hitler
- Franco Mannella in Oh Boy - Un caffè a Berlino
- Roberto Certomà in Hannah Arendt
- Luca Biagini in Deutschland 83